# Caligula (род)
Caligula (лат.) — род бабочек из семейства павлиноглазок. На территории России обитает 2 вида.

## Описание
Тело вальковатое, опушенное волосками. Усики двусторонне-перистые. Передние крылья с неглубокой, иногда выемкой по наружному краю перед вершиной крыла. На переднем крыле жилка R, отсутствует. Общий стебель R2+3 примерно равен свободным ветвям и R2 и R3. М2 находится на общем стебле с R5+M,. Глазчатые пятна на передних крыльях овальной или узко-эллиптической формы. На задних крыльях глазчатые пятна округлые, намного крупнее, чем на передних крыльях, с узким белым серповидным полукольцом изнутри.
Гусеницы питаются на различных широколиственных древесных и кустарниковых растениях.

## Виды
- Caligula anna (Moore, 1865)
- Caligula boisduvalii (Eversmann, 1847)
- Caligula cachara Moore, 1872
- Caligula grotei (Moore, 1858)
- Caligula japonica Moore, 1872
- Caligula jonasii Butler, 1877
- Caligula kitchingi (Brechlin, 2001)
- Caligula lindia Moore, 1865
- Caligula simla (Westwood, 1847)
- Caligula thibeta (Westwood, 1853)